# N. Warner Lee
N. Warner Lee (* 5. Juni 1937 in Terre Haute, Indiana) ist ein US-amerikanischer Jurist und Politiker (Republikanische Partei).

## Werdegang
N. Warner Lee wurde 1937 im Vigo County geboren. Seine Kindheit war vom Zweiten Weltkrieg überschattet. Lee besuchte zuerst die Arizona State University und ging dann auf University of Arizona, wo er 1960 mit einem Bachelor of Arts graduierte. Danach studierte er Jura an der juristischen Fakultät der University of Arizona. Seinen Bachelor of Laws machte er dort 1965. Lee begann dann nach dem Erhalt seiner Zulassung als Anwalt in Arizona im selben Jahr in Phoenix (Maricopa County) zu praktizieren. In den Folgejahren erhielt er Zulassungen als Anwalt an verschiedenen Gerichten: 1968 am United States District Court for the District of Arizona, 1970 am United States Court of Appeals for the Ninth Circuit und 1971 am Obersten Gerichtshof der Vereinigten Staaten. Von 1970 bis 1974 war er stellvertretender Bundesstaatsanwalt. Lee wurde 1974 zum Attorney General von Arizona ernannt, um die Vakanz zu füllen, die durch den Rücktritt von Gary K. Nelson entstand. Bei den folgenden Wahlen für den Posten des Attorney Generals von Arizona erlitt er eine Niederlage gegenüber dem Demokraten Bruce Babbitt und schied 1975 aus dem Amt. Danach nahm er wieder seine Tätigkeit als Anwalt in Phoenix auf.